# Metro Luminal
Metro Luminal é uma banda estoniana de rock alternativo formada em 1988 na cidade de Tallinn.

## Integrantes

### Membros atuais
- Rainer Jancis – vocal e guitarra
- Andres Vana – guitarra e baixo
- Kalle Nettan – baixo
- Kristo Rajasaare – bateria
- Tanel Paliale – teclado

### Ex-membros
- Allan Vainola – vocal

## Discografia
- 1990: Metro Luminal – LP
- 1994: Ainult... – LP
- 1998: Sinus – LP
- 2003: Ainult... – CD
- 2004: Coca Cola – CD
- 2004: Reboot – CD
- 2008: Sassis – CD